# Gryon hidakae
Gryon hidakae är en stekelart som beskrevs av G. Mineo 1980. Gryon hidakae ingår i släktet Gryon och familjen Scelionidae. Inga underarter finns listade i Catalogue of Life.